# De Havilland DH.93 Don
Dimensions
Le De Havilland DH.93 Don est un avion d’entraînement polyvalent triplace, développé par de Havilland Aircraft Company, qui a fait son premier vol en 1937.

## Conception
Cet avion est un monoplan de bois. Le cockpit comporte deux places côte à côte, pour un instructeur et un élève-pilote. Derrière, une troisième place est prévue pour un élève en formation pour la fonction d'opérateur radio ou de mitrailleur. Dans ce cas, une tourelle équipée d'une mitrailleur est installée avec la possibilité de tirer vers le haut et vers l'arrière, comme le fait une mitrailleuse défensive d'un bombardier.
Le moteur est un de Havilland Gipsy King, un V12 inversé refroidi par air, de 525 chevaux.

## Carrière écourtée
Alors que l'appareil a à peine commencé à être fourni aux escadrilles, un changement dans la politique de formation de la RAF fait disparaître son intérêt. Sur 250 prévus, seuls cinquante appareils sont produits, donc vingt restent inachevés (assemblage incomplet ou moteur non monté).
L'avion est retiré du service avant même le début de la seconde guerre mondiale.